# Vallecillo (León)
Vallecillo es un municipio español de la provincia de León, en la comunidad autónoma de Castilla y León. Cuenta con una población de 101 habitantes (INE 2024) e incluye las localidades de Vallecillo y Villeza.

## Geografía
Vallecillo se sitúa a 55 km de León y a 17 km de Sahagún. Limita con los pueblos de Villeza, Las Grañeras, Castrotierra de Valmadrigal, Gordaliza del Pino y Santa Cristina de Valmadrigal. Se puede acceder por la N-120 en la que se encuentra el pueblo situado o por la autovía Camino de Santiago y coger la salida de El Burgo Ranero y Grañeras.

## Historia
A mediados del siglo XIX, el lugar tenía contabilizada una población de 208 habitantes. Aparece descrito en el decimoquinto volumen del Diccionario geográfico-estadístico-histórico de España y sus posesiones de Ultramar de Pascual Madoz de la siguiente manera:

VALLECILLO: l. en la prov. y dióc. de Leon (7 leg.), part. jud. de Sahagun (2 1/2), aud. terr. y c. g. de Valladolid (16), ayunt. de Villeza. sit. en una ladera; su clima es frio pero sano. Tiene 52 casas; escuela de primeras letras, frecuentada por 50 niños; igl. parr. (San Pedro Apóstol) servida por un cura; una ermita Ntra. Sra. del Olmo, y una fuente de buenas aguas. Confina con Bercianos del Real Camino, Castrotierra, Grañeras y Villeza. El terreno es de buena calidad. Los caminos, dirigen á Campos, puntos limítrofes, Mansilla y Sahagun, de cuyo punto recibe la correspondencia. prod.: granos, legumbres, patatas, vino y pastos; cria ganados y caza de varios animales. pobl.: 52 vec., 208 alm. contr.: con el ayunt.
(Madoz, 1849, p. 599)

## Demografía
Cuenta con una población de 101 habitantes (INE 2024).
| Gráfica de evolución demográfica de Vallecillo entre 1842 y 2021 |
| |
| Población de derecho según los censos de población del INE Población de hecho según los censos de población del INE Entre el censo de 1857 y el anterior disminuye el término del municipio porque independiza a Gordaliza del Pino |

## Economía

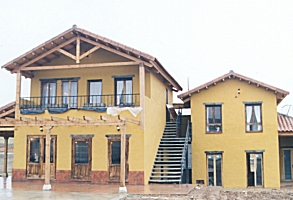
Casa rural

La economía se basa en dos actividades principalmente, la agricultura y la ganadería. En 2006 había tres explotaciones ovinas pertenecientes a otras tantas familias.  En cuanto a la agricultura se componde de dos clases de cultivo:
- Cultivo de secano: formado por trigo, avena y centeno principalmente.
- Cultivo de regadío: formado por maíz y remolacha.

Aparte de estos cultivos también hay majuelos (vides) donde cada septiembre se recolecta la uva para hacer vino. Antaño se recolectaba tanta uva que se llevaba a las cooperativas de Castrotierra o Gordaliza, pero hoy en día la uva que se recolecta es para consumo propio. Esta zona tiene gran tradición de vino y principalmente hay majuelos en los campos de Castrotierra, Gordaliza, Villeza, San Miguel y Vallecillo.
Los árboles que puedes encontrar en Vallecillo dado su clima son encina, negrillo (olmo), peral, manzano, membrillo, pino e higuera principalmente.
Hasta el siglo XX se mantuvo en Vallecillo un molino, al que acudían todos los pueblos de la comarca a moler el grano que habían recolectado, una herrería, un tejar, donde se hacían los ladrillos y tejas para la comarca, y una fábrica de aguardiente. Estos negocios fueron desapareciendo a lo largo del siglo XX debido a la jubilación de los propietarios o falta de negocio ya.

## Organización del pueblo
En el pueblo hay diversas instituciones que regulan la actividad propia:
- Ayuntamiento: formado por el alcalde y cuatro concejales de los pueblos de Vallecillo y Villeza. Se eligen por votación popular coincidiendo con las elecciones municipales cada cuatro años.
- Junta Vecinal: los pueblos de León se rigen por concejos, por lo que cada pueblo tiene su Junta Vecinal que tiene sus propias labores dentro del pueblo como la regulación del agua, los valles, tierras propias, etc. Se compone por un presidente, elegido cada cuatro años en las elecciones municipales, un vicepresidente y un tesorero elegidos por el presidente.
- Juez de Paz: en Vallecillo hay un juez de paz cuyas funciones son simbólicas.
- Cámara Agraria: todos los habitantes del pueblo con tierras están representados bajo la Cámara Agraria entre cuyas funciones está la representación de los propietarios de tierras ante por ejemplo el ayuntamiento, el coto de caza, etc.
- La Cofradía: una de las instituciones más antiguas del pueblo cuyas funciones están las de tocar las campanas el día en que algún vecino fallezca y darle sepultura. Para que esto sea realidad se paga anualmente una cuota, o por familia, o por persona.
- La Asociación Cultural: se creó en 2003 y se encarga de promocionar eventos culturales y de ocio para los habitantes y simpatizantes de Vallecillo. Tiene una cuota anual que pagan los socios, pero las actividades están abiertas a todo el mundo.
- El coto de caza: es una asociación de cazadores que se regula por sus estatutos propios y bajo el amparo de la ley de caza autonómica. Sus órganos de gobierno son un Presidente, un Vicepresidente, un Secretario, un Tesorero y un Vocal. Estos cargos se eligen por votación popular cada cuatro años entre los socios del club.
- Pendón: el pendón de Vallecillo pertenece a la Asociación de Pendones del Reino de León y anualmente acude a las citas en que fomente la Asociación, como el ir a Madrid a la fiesta de la trashumancia.

## Patrimonio

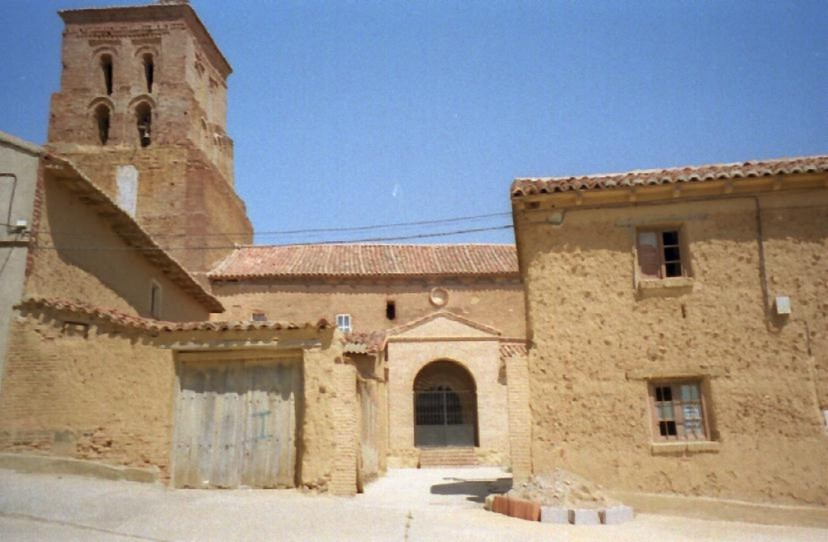
Iglesia de Vallecillo

En Vallecillo hay una iglesia bajo la advocación de San Pedro Apóstol, que  consta de dos partes diferenciadas, la iglesia como tal y la torre, ambas unidas, pero diferenciadas.
La torre tiene una altura de unos 14 m y es anterior al siglo XVI. Está construida sobre tapial, método consistente en hacer paredes de barro y piedras únicamente y forrada en ladrillo macizo propio de la zona.
La torre hasta finales del siglo XX constaba de tres paredes forradas de ladrillo, estando una solo con vistas al norte sin forrar. La tradición cuenta que con los ladrillos de la cuarta pared levantaron la iglesia.
La torre ha tenido poco a poco y gracias a la colaboración de las instituciones públicas, los vecinos y demás simpatizantes del pueblo que ir siendo reparada dado que al ser de barro y no haber tenido mejoras en varios siglos corría peligro de que en unos años se derrumbara. En 2005 se acabaron las últimas obras que consistieron en destapar cuatro ojos (los del este) y arreglo del campanario con la refundición de las campanas y la posibilidad así de poder ser volteadas (desde los años 1960 en que fuera párroco don Julián no se podía hacer esto ya que fue prohibido por el cura). 

La iglesia data del siglo XVI y posteriores. Consta de cuatro altares, el altar mayor, el del Cristo, el de san Antón y el de la Virgen del Rosario. De estos cuatro altares el de mayor belleza es el altar Mayor que data del siglo XVI de carácter renacentista de madera policromada.

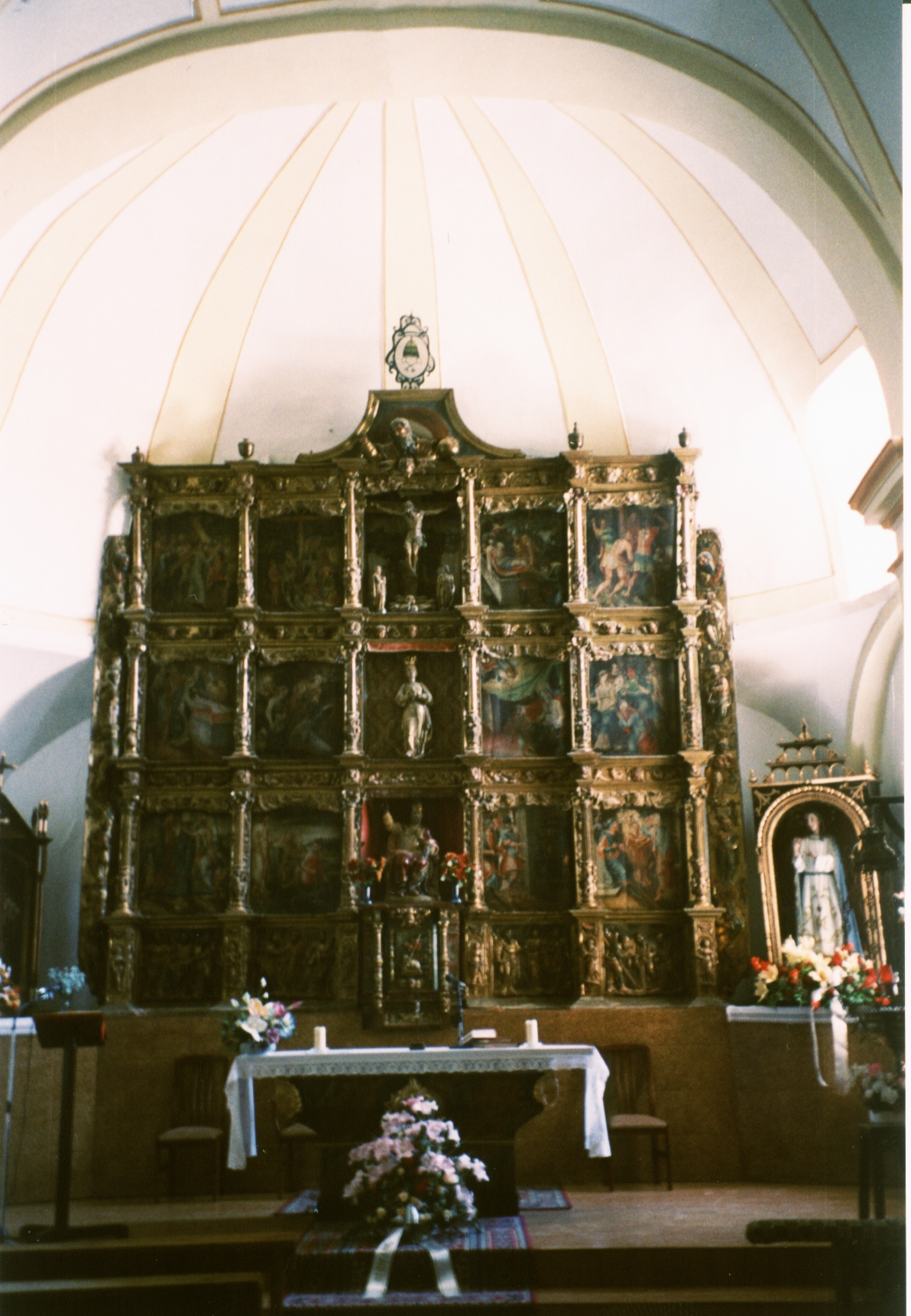
Altar mayor de Vallecillo con retablo de San Pedro

Dentro de la iglesia se encuentran el retablo de San Pedro Apóstol que responde a los cánones del renacimiento y la estructura, los relieves y la talla de San Pedro se datan en el siglo XVI y las tallas del Calvario y la Virgen del Rosario, en el siglo XVII. Está formado por predela y tres cuerpos, distribuidos en cinco calles y ático, y en cuanto a la iconografía, en la predela aparecen los doce apóstoles en cuatro relieves: en el primer cuerpo, pinturas que representan escenas de la vida de San Pedro, con su imagen en el centro; en el segundo piso, la imagen central de la Virgen del Rosario y las pinturas reflejan escenas de la infancia de Jesús; el tercer cuerpo está dedicado a la Pasión y Muerte de Cristo y, en el ático, remata la calle central, la figura del Padre Eterno.
En el altar de san Antón encontramos a la Virgen del Olmo, cuya historia podemos leer en el libro León, Arte y Tradición de David Gustavo López García (León,1947) y que podemos resumir en:

...Dice la leyenda que apareció una virgen en una tierra abandonada y que nadie sabía de donde había salido. Descubierta ésta por un labrador de Gordaliza fueron los habitantes de este pueblo con los mejores bueyes para sacarla de la tierra. Después de casi reventar a los animales dejaron de intentarlo. Fueron los habitantes de Vallecillo con dos vacas y sin tener que hacer esfuerzo sacaron a la virgen y empezó a brotar agua. La virgen se llevó al pueblo de Vallecillo y desde entonces descansa en la iglesia parroquial de san Pedro. En el lugar de donde salió la virgen se levantó una ermita

Dicha ermita ya en nuestros días no existe.
Las construcciones son de adobe y barro generalmente que con el paso de los años se han ido forrando de ladrillo. Las casas de adobe solían seguir una distribución más o menos heterogénea teniendo dos plantas y una bodega. En la planta de abajo solían tener la cocina con una hornilla, una o varias habitaciones que generalmente estaban al lado de la cocina para que el calor de la lumbre las pudiera calentar y las cuadras donde estaban los animales. La planta de arriba se utilizaba para guardar la paja y el grano, y en la bodega que suele extenderse a lo largo de toda la casa aprovechaban para hacer y guardar el vino. Ahora ya esto no existe así ya que se han hecho reformas en casi todas las casas, excepto la bodega que se ha conservado en las casas que contasen con ella.
Las casas modernas son enteras de ladrillo y no tienen bodega, aunque guardan la tónica habitual de las dos plantas.
En Vallecillo hay otras construcciones que son las bodegas. Hay dos zonas con bodegas, una metida en el casco urbano y otra ya fuera del pueblo. Que haya bodegas fuera de las casas corresponde a que las casas de la plaza hacia abajo no tienen bodega dentro quizás porque el terreno no se lo permitiera, por lo que probablemente los habitantes de éstas decidieran hacer la bodega fuera.

## Fiestas y tradiciones

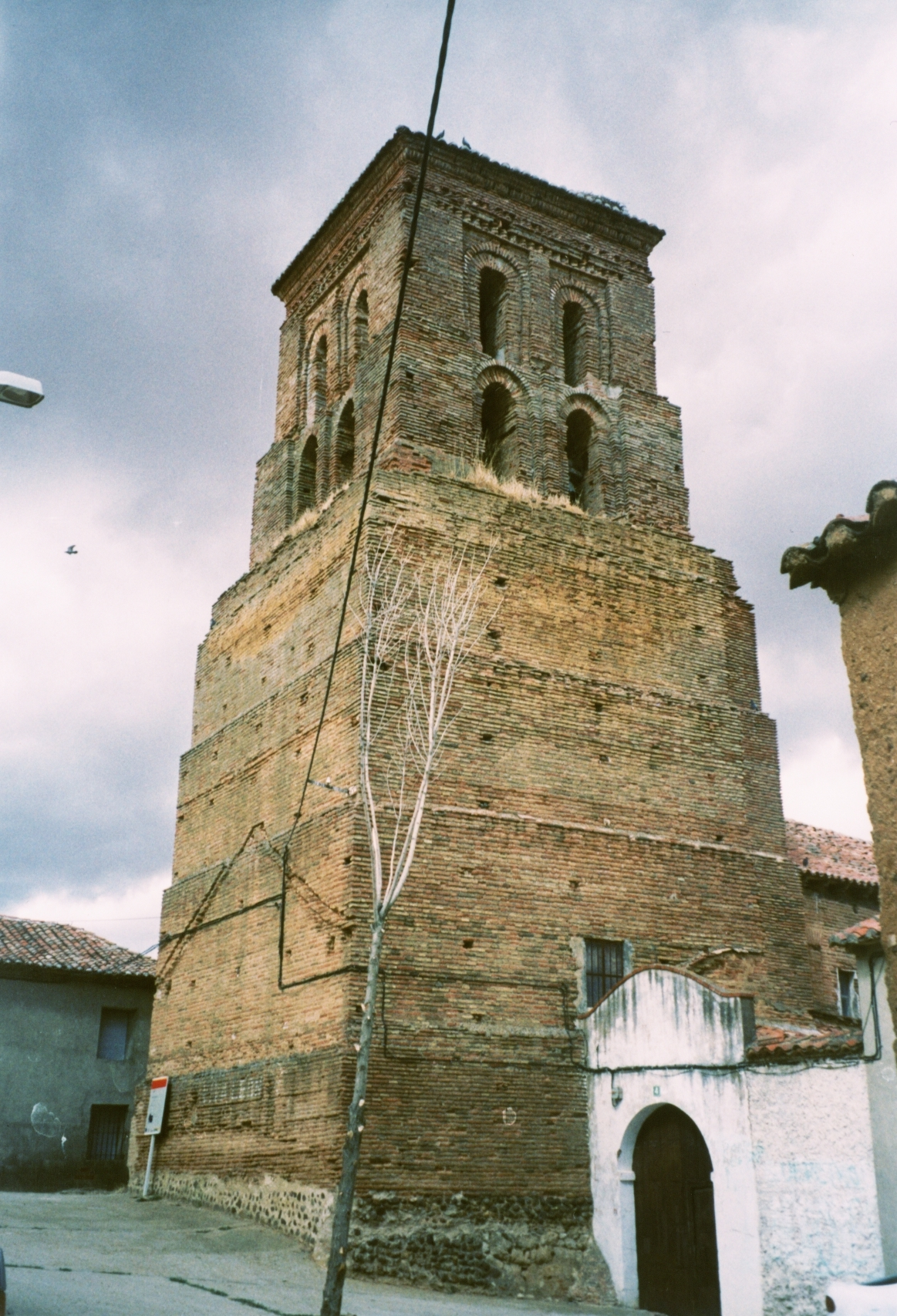
Torre y mayo de Vallecillo

Las fiestas propias son el 29 de junio, San Pedro y San Pablo, y el 1 de marzo, el día del Ángel. La fiesta del 1 de marzo últimamente ha intentado recuperarse dado que cuando la zona fue perdiendo población se dejó de hacer. La fiesta del 29 de junio se trasladó al primer fin de semana de agosto para que así pudiera asistir la mayoría de los hijos del pueblo que viven fuera de él.
El Mayo: Se siguen manteniendo las tradiciones ancestrales como pinar el Mayo que se realiza todos los años la madrugada del 30 de abril al 1 de mayo. La tradición consiste en que se tiene que cortar un árbol con un hacha, generalmente un chopo, para llevarlo hasta la plaza de la iglesia y después allí pinarlo de nuevo conservando únicamente como ramaje la copa. Al finalizar la tarea se le ponen los ramos que se han cortado a las chicas del pueblo
Las Candelas: fiesta en la que antaño se celebraba por los quintos ya que cumplían la mayoría de edad. En otras épocas los mozos que salían quintos en ese año se reunían para comer. Ahora la tradición ha cambiado aunque se conserva la esencia. Todos los 2 de febrero, día de la Virgen de la Candelaria, se reúne todo el que quiera del pueblo para comer y cenar juntos de dos a tres días.

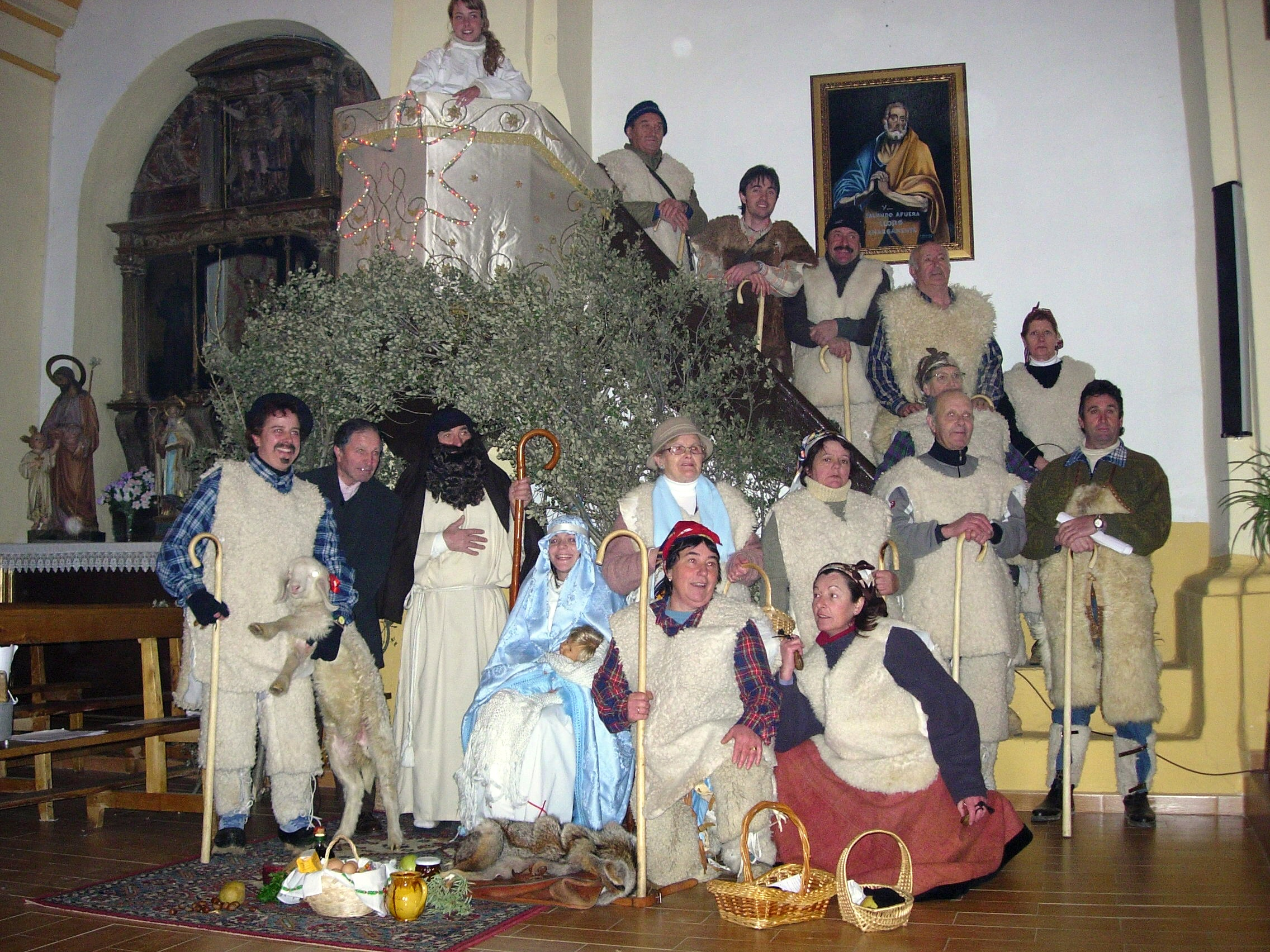
Representación de La Cordera

La Cordera: es una obra de teatro que se realiza en la iglesia el día de Navidad. En esta obra los actores son gente del pueblo y consiste en la representación de la Natividad y las ofrendas de los pastores al Niño. La ofrenda principal es una cordera que pasa a formar parte del rebaño que la Virgen del Olmo posee. Esta tradición se recuperó la Navidad de 2005 después de que se había perdido por la década de los años 1960.